# راهنمای زبان‌های ایرانی
راهنمای زبان‌های ایرانی (به لاتین: Compendium Linguarum Iranicarum) با نام اختصاری CLI اثر ۱۷ زبان‌شناس برجسته به سرپرستی رودیگر اشمیت، به زبان‌های آلمانی، انگلیسی و فرانسوی نوشته شده و توسط ۴ نفر (زیر نظر حسن رضایی باغ‌بیدی) به فارسی برگردانیده شده‌است.
این کتاب در دورهٔ بیست و سوم انتخاب کتاب سال جمهوری اسلامی ایران از طرف وزارت فرهنگ و ارشاد اسلامی، به‌عنوان کتاب سال برگزیده شد.

## فصل‌ها
| شماره جلد | نام جلد                              | ویراستار     | بخش                        | نویسنده (قصل)       | عنوان فصل                                        | شابک ISBN     |
| --------- | ------------------------------------ | ------------ | -------------------------- | ------------------- | ------------------------------------------------ | ------------- |
| ۱         | زبان‌های ایرانی باستان و ایرانی میانه | رودیگر اشمیت | مقدمه                      | رودیگر اشمیت        | زبان‌های ایرانی: مفاهیم و اصطلاحات                | ۹۶۴-۳۱۱-۴۰۳-۱ |
| ۱         | زبان‌های ایرانی باستان و ایرانی میانه | رودیگر اشمیت | مقدمه                      | مانفرد مایرهوفر     | دوران پیش از تاریخ زبان‌های ایرانی: ایرانی آغازین | ۹۶۴-۳۱۱-۴۰۳-۱ |
| ۱         | زبان‌های ایرانی باستان و ایرانی میانه | رودیگر اشمیت | دوره زبان‌های ایرانی باستان | رودیگر اشمیت        | نگاهی گذرا به زبان‌های ایرانی باستان              | ۹۶۴-۳۱۱-۴۰۳-۱ |
| ۱         | زبان‌های ایرانی باستان و ایرانی میانه | رودیگر اشمیت | دوره زبان‌های ایرانی باستان | ژان کلنز            | اوستایی                                          | ۹۶۴-۳۱۱-۴۰۳-۱ |
| ۱         | زبان‌های ایرانی باستان و ایرانی میانه | رودیگر اشمیت | دوره زبان‌های ایرانی باستان | رودیگر اشمیت        | فارسی باستان                                     | ۹۶۴-۳۱۱-۴۰۳-۱ |
| ۱         | زبان‌های ایرانی باستان و ایرانی میانه | رودیگر اشمیت | دوره زبان‌های ایرانی باستان | رودیگر اشمیت        | دیگر گویش‌های ایرانی باستان                       | ۹۶۴-۳۱۱-۴۰۳-۱ |
| ۱         | زبان‌های ایرانی باستان و ایرانی میانه | رودیگر اشمیت | آیرانی میانه               | رودیگر اشمیت        | زبان‌های ایرانی میانه در یک نگاه                  | ۹۶۴-۳۱۱-۴۰۳-۱ |
| ۱         | زبان‌های ایرانی باستان و ایرانی میانه | رودیگر اشمیت | آیرانی میانه               | ورنر زوندرمان       | زبان‌های ایرانی میانۀ غربی                        | ۹۶۴-۳۱۱-۴۰۳-۱ |
| ۱         | زبان‌های ایرانی باستان و ایرانی میانه | رودیگر اشمیت | آیرانی میانه               | ورنر زوندرمان       | پارتی                                            | ۹۶۴-۳۱۱-۴۰۳-۱ |
| ۱         | زبان‌های ایرانی باستان و ایرانی میانه | رودیگر اشمیت | آیرانی میانه               | ورنر زوندرمان       | فارسی میانه                                      | ۹۶۴-۳۱۱-۴۰۳-۱ |
| ۱         | زبان‌های ایرانی باستان و ایرانی میانه | رودیگر اشمیت | آیرانی میانه               | نیکلاس سیمز ویلیامز | ایرانی میانۀ شرقی                                | ۹۶۴-۳۱۱-۴۰۳-۱ |
| ۱         | زبان‌های ایرانی باستان و ایرانی میانه | رودیگر اشمیت | آیرانی میانه               | نیکلاس سیمز ویلیامز | سغدی                                             | ۹۶۴-۳۱۱-۴۰۳-۱ |
| ۱         | زبان‌های ایرانی باستان و ایرانی میانه | رودیگر اشمیت | آیرانی میانه               | هلموت هومباخ        | خوارزمی                                          | ۹۶۴-۳۱۱-۴۰۳-۱ |
| ۱         | زبان‌های ایرانی باستان و ایرانی میانه | رودیگر اشمیت | آیرانی میانه               | رونالد اریک امریک   | ختنی و تمشقی                                     | ۹۶۴-۳۱۱-۴۰۳-۱ |
| ۱         | زبان‌های ایرانی باستان و ایرانی میانه | رودیگر اشمیت | آیرانی میانه               | نیکلاس سیمز ویلیامز | دیگر گویش‌های ایرانی میانۀ شرقی                   | ۹۶۴-۳۱۱-۴۰۳-۱ |
| ۱         | زبان‌های ایرانی باستان و ایرانی میانه | رودیگر اشمیت | آیرانی میانه               | نیکلاس سیمز ویلیامز | بلخی                                             | ۹۶۴-۳۱۱-۴۰۳-۱ |
| ۱         | زبان‌های ایرانی باستان و ایرانی میانه | رودیگر اشمیت | آیرانی میانه               | رونالد بیلمایر      | سرمتی، آلانی، آسی، اُستی باستان                   | ۹۶۴-۳۱۱-۴۰۳-۱ |
| ۲         | زبان‌های ایرانی نو                    | رودیگر اشمیت | دورۀ ایرانی نو             | گرنوت ل. ویندفور    | زبان‌های ایرانی نو: نگاهی گذرا                    | ۹۶۴-۳۱۱-۳۹۰-۶ |
| ۲         | زبان‌های ایرانی نو                    | رودیگر اشمیت | دورۀ ایرانی نو             | گرنوت ل. ویندفور    | ایرانی نوی غربی                                  | ۹۶۴-۳۱۱-۳۹۰-۶ |
| ۲         | زبان‌های ایرانی نو                    | رودیگر اشمیت | دورۀ ایرانی نو             | ژیلبر لازار         | فارسی                                            | ۹۶۴-۳۱۱-۳۹۰-۶ |
| ۲         | زبان‌های ایرانی نو                    | رودیگر اشمیت | دورۀ ایرانی نو             | گرنوت ل. ویندفور    | گویش‌های ایرانی غربی                              | ۹۶۴-۳۱۱-۳۹۰-۶ |
| ۲         | زبان‌های ایرانی نو                    | رودیگر اشمیت | دورۀ ایرانی نو             | پیر لکوک            | گویش‌های حاشیه دریای خزر و گویش‌های شمال غرب ایران | ۹۶۴-۳۱۱-۳۹۰-۶ |
| ۲         | زبان‌های ایرانی نو                    | رودیگر اشمیت | دورۀ ایرانی نو             | پیر لکوک            | گویش‌های مرکزی ایران                              | ۹۶۴-۳۱۱-۳۹۰-۶ |
| ۲         | زبان‌های ایرانی نو                    | رودیگر اشمیت | دورۀ ایرانی نو             | جویس بلو            | کردی                                             | ۹۶۴-۳۱۱-۳۹۰-۶ |
| ۲         | زبان‌های ایرانی نو                    | رودیگر اشمیت | دورۀ ایرانی نو             | جویس بلو            | گورانی و زازا                                    | ۹۶۴-۳۱۱-۳۹۰-۶ |
| ۲         | زبان‌های ایرانی نو                    | رودیگر اشمیت | دورۀ ایرانی نو             | پیر لکوک            | گویش‌های جنوب غرب ایران                           | ۹۶۴-۳۱۱-۳۹۰-۶ |
| ۲         | زبان‌های ایرانی نو                    | رودیگر اشمیت | دورۀ ایرانی نو             | یوزف الفنباین       | بلوچی                                            | ۹۶۴-۳۱۱-۳۹۰-۶ |
| ۲         | زبان‌های ایرانی نو                    | رودیگر اشمیت | دورۀ ایرانی نو             | پرودز اکتور شروو    | زبان‌های جنوب شرق ایران: لارستانی، کمزاری، بشکردی | ۹۶۴-۳۱۱-۳۹۰-۶ |
| ۲         | زبان‌های ایرانی نو                    | رودیگر اشمیت | دورۀ ایرانی نو             | پرودز اکتور شروو    | زبان‌های ایرانی نوی شرقی                          | ۹۶۴-۳۱۱-۳۹۰-۶ |
| ۲         | زبان‌های ایرانی نو                    | رودیگر اشمیت | دورۀ ایرانی نو             | پرودز اکتور شروو    | پشتو                                             | ۹۶۴-۳۱۱-۳۹۰-۶ |
| ۲         | زبان‌های ایرانی نو                    | رودیگر اشمیت | دورۀ ایرانی نو             | پرودز اکتور شروو    | یدغه و مونچی                                     | ۹۶۴-۳۱۱-۳۹۰-۶ |
| ۲         | زبان‌های ایرانی نو                    | رودیگر اشمیت | دورۀ ایرانی نو             | جان پین             | زبان‌های پامیری                                   | ۹۶۴-۳۱۱-۳۹۰-۶ |
| ۲         | زبان‌های ایرانی نو                    | رودیگر اشمیت | دورۀ ایرانی نو             | شارل م. کیفر        | پراچی، ارموری و گروه زبان‌های ایرانی جنوب شرقی    | ۹۶۴-۳۱۱-۳۹۰-۶ |
| ۲         | زبان‌های ایرانی نو                    | رودیگر اشمیت | دورۀ ایرانی نو             | فردریک توردارسن     | آسی                                              | ۹۶۴-۳۱۱-۳۹۰-۶ |
| ۲         | زبان‌های ایرانی نو                    | رودیگر اشمیت | دورۀ ایرانی نو             | رونالد بیلمایر      | یغنابی                                           | ۹۶۴-۳۱۱-۳۹۰-۶ |